# 페이탈 (노래)
페이탈(ファタール, Fatal)은 일본 가수 겸 배우 나카지마 켄토와 싱어송라이터 키타니 타츠야로 구성된 일본 듀오 젬(Gemn)의 곡이다. 마스터식스 파운데이션(Mastersix Foundation)에서 2024년 7월 4일 일본 애니메이션 시리즈 【최애의 아이】(오시노코)의 두 번째 시즌 오프닝 테마로 출시했다. 상업적으로 이 노래는 빌보드 재팬 핫 100에서 3위, 오리콘 종합 싱글 차트에서 10위를 기록했다.

## 곡 목록
- Digital download, and streaming

1. "Fatal" (ファタール) – 3:40

- CD single, digital download, and streaming

1. "Fatal" – 3:40
2. "Fatal" (Kento Nakajima only version) – 3:40
3. "Fatal" (Tatsuya Kitani only version) – 3:40
4. "Fatal" (instrumental) – 3:40

- Blu-ray (Gemn edition)

1. "Fatal" music video – 3:39
2. "Making of Gemn" – 19:15

- Blu-ray (Anime edition)

1. "TV Anime Oshi no Ko Season 2 Non-Credit Opening Movie" – 1:29